# على شاطئ تشيسيل (رواية)
على شاطئ تشيسيل (بالإنجليزية: On Chesil Beach)‏ هي رواية للكاتب البريطاني إيان ماك إيوان، نشرت عام 2007. 

## التقدير
أدرجت ضمن القائمة القصيرة لجائزة البوكر في عام 2007. وأدرجها جوناثان ياردلي الناقد الأدبي ضمن أفضل عشر روايات لعام 2007، مادحاً الكاتب قائلاً «حتى وهو يكتب في موضوع بسيط، كما هو الحال في هذا الكتاب، إلا أنه لم يتخل عن روعته».

## القصة
تدور حول زواج حديث بين إدوارد وفلورنسا، وقضائهما شهر العسل في فندق في شاطئ تشيسيل. وفي خلال أمسية يحدث اختلاف بينهما بسبب الرغبة الجنسية، ويتطور الخلاف إلى أن يقررا الانفصال. وتستمر الرواية في سرد أحداث حياة إداورد، وحين يبلغ الستين من عمره يفكر مرة أخرى في فلورنسا وفي الليلة التي انفصلا فيها، رغم الحب الشديد بينهما.
وتنتهي الرواية بتذكر إدوارد مشهد فلورنسا وهي تمشي مبتعدة قبل أن تختفي عن بصره. 

## الفيلم
حولت إلى فيلم سينمائي بنفس العنوان في عام 2017 من إخراج دومينيك كوك وكتابة إيان ماك إيوان كاتب الرواية الأصلية، وبطولة سيرشا رونان وبيلي هاول.

## روابط خارجية
- على شاطئ تشيسيل (رواية) على موقع الموسوعة البريطانية (الإنجليزية)